# Musikens vagabond
Musikens vagabond är en tysk dramafilm från 1941 i regi av Traugott Müller. Filmen handlar om kompositören Wilhelm Friedemann Bach, gestaltad av Gustaf Gründgens. Gründgens fungerade också som producent och konstnärlig ledare för filmen. Filmen bygger inte särskilt mycket på den verkliga personen, den skildrar kompositören Friedemann Bachs försök att slita sig loss från sin far Johann Sebastian Bachs skugga.
Filmens svenska premiär ägde rum på biograf Sture i oktober 1941.

## Rollista
- Gustaf Gründgens - Friedemann Bach
- Leny Marenbach - Antonia Kollowrat
- Johannes Riemann - greve Heinrich
- Camilla Horn - Mariella Fiorini
- Eugen Klöpfer - Johann Sebastian Bach
- Wolfgang Liebeneiner - Carl Philipp Emanuel Bach
- Gustav Knuth - Johann Christoph Altnikol
- Lotte Koch - Friederike Bach
- Sabine Peters - Charlotte von Erdmannsdorf
- Paul Bildt - Lohmann